# Reinilde di Saints
Reinilde di Saintes (Condé-sur-l'Escaut o Kontich, 630 – Saintes, 700) era una duchessa lotaringia che si dedicò interamente ai poveri e subì il martirio per mano degli Unni; è venerata come santa dalla Chiesa cattolica.

## Biografia
Reinilde nacque in una località chiamata Condacum, oggi identificata con Condé-sur-l'Escaut o con Kontich, ed era figlia del duca di Lotaringia Vitgero e di sant'Amalberga. Il fratello sant'Emeberto era prete nella diocesi di Cambrai e la sua biografia la cita come sorella di santa Gudula.
La sua agiografia, scritta fra il 1048 ed il 1051 nell'Abbazia di Lobbes, registra questo evento parlando di una sua visita a Gerusalemme.
Tornata a casa si dedicò ad una vita di opere di carità a Saintes (Belgio).
Morì decapitata dagli Unni a Saintes insieme al diacono Grimoaldo ed al suo servitore Gondolfo.

## Culto
Santa Reinilde è venerate soprattutto a Saintes (Belgio), città belga di cui è santa patrona. Alcune fonti sostengono che la città deve il suo nome al martirio di Reinilde.

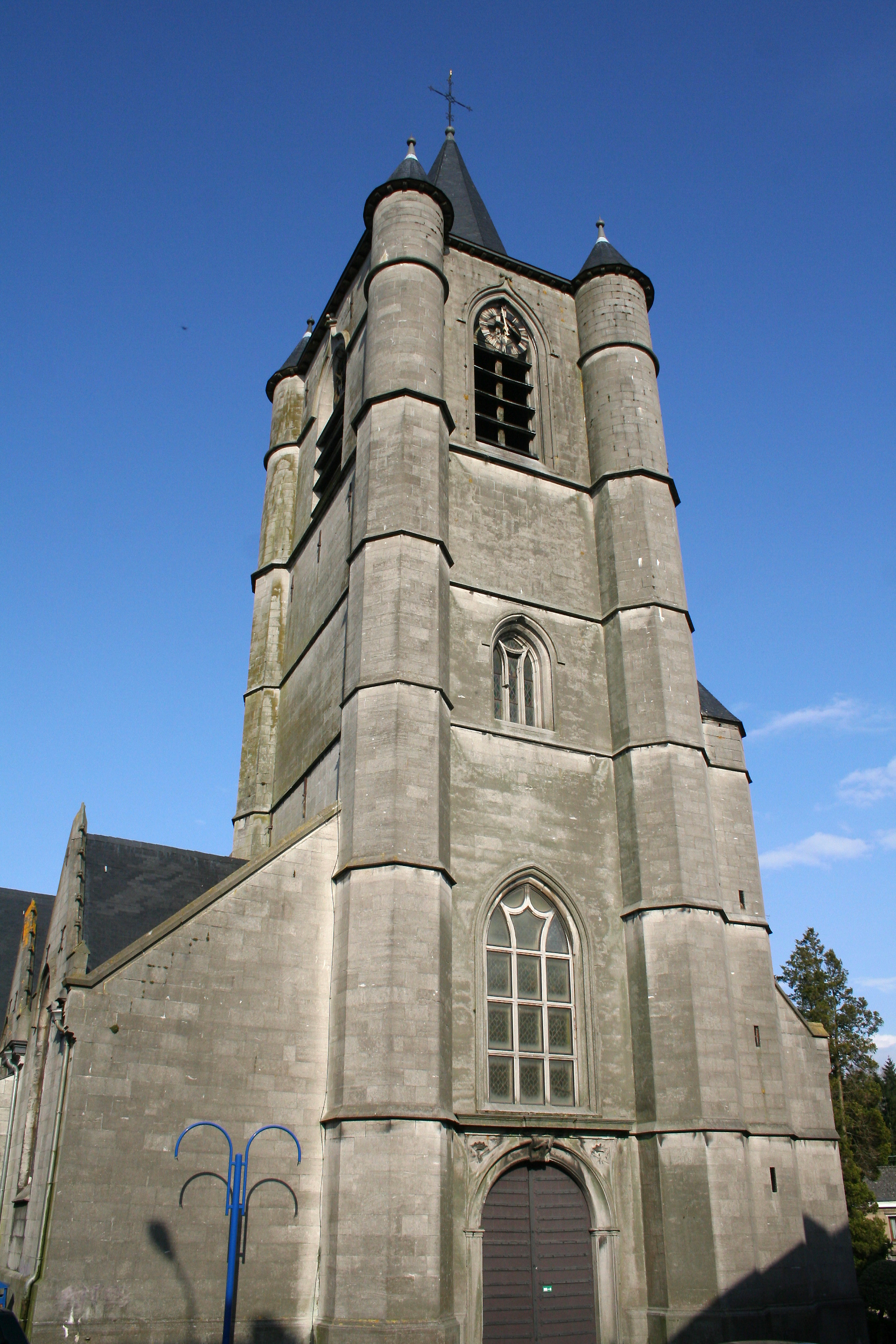
Chiesa di Santa Reinilde (1553) a Saintes (Belgio).

La chiesa parrocchiale di Saintes è dedicata a santa Reinilde fin dal medioevo ed ha conservato le reliquie della santa.

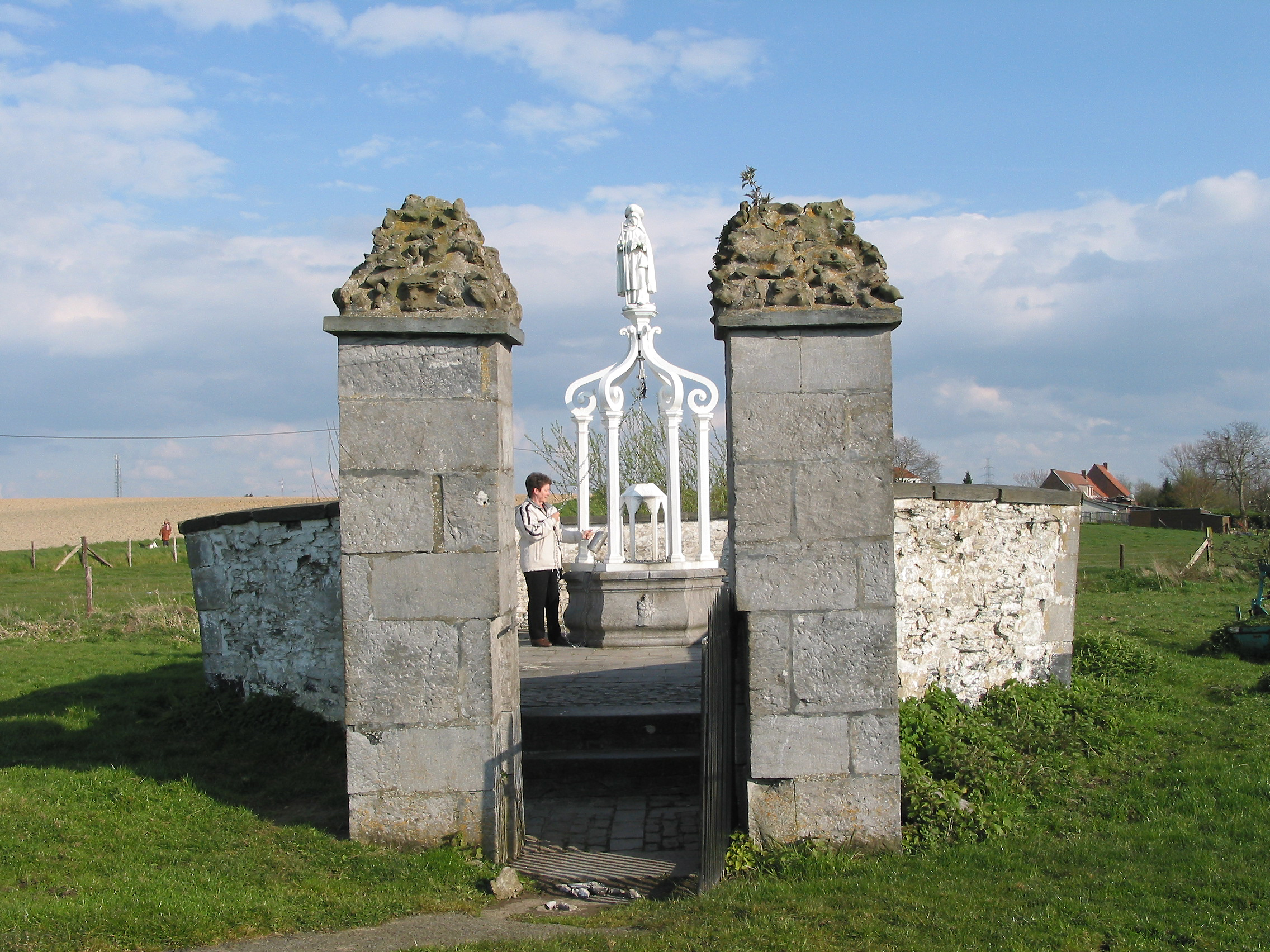
Fontana di Santa Reinilde (1861) a Saintes.

Il patronato di santa Reinilde per gli affetti di malattie agli occhi è dovuto all'associazione con una sorgente d'acqua in Saintes nota come "pozzo di santa Reinilde", acqua che si credeva curasse le malattie agli occhi.